# Westleigh (Mid Devon)
Westleigh – osada w Anglii, w hrabstwie Devon, w dystrykcie Mid Devon, w civil parish Burlescombe. Leży 12 km od miasta Tiverton. Westleigh jest wspomniana w Domesday Book (1086) jako Lege.